# Embraer Phenom 100
O Phenom 100 é um avião executivo, da categoria Very Light Jet (VLJ), desenvolvido e fabricado pela Embraer.

## Design
Possui capacidade para quatro passageiros na configuração normal, mas pode levar até seis ou sete com um único tripulante, assento opcional e toalete com cinto de segurança. tem alcance máximo de voo de 1.178 milhas náuticas com quatro ocupantes e reservas para voos IFR. A primeira aeronave foi entregue em dezembro de 2008
Em 2011 seu preço era de US$ 3,9 milhões. A frota encontra-se em operação em 25 países.

### Motorização
A aeronave utiliza dois motores turbofan Pratt & Whitney Canada PW617-F instalados na parte traseira da fuselagem, com uma potência de 1.695 lb a uma temperatura ISA+10. Os motores utilizam o sistema Full Authority Digital Engine Control (FADEC). Um outro sistema, de reserva automática de performance (APR) aumenta a potência do motor para 1.777 lb, no caso de uma falha de motor na decolagem.

### Programação e Cronograma
- Abril de 2005 - diretoria da Embraer aprova a entrada da empresa nas categorias de "Very Light" e "Light Jet";
- 3 de maio de 2005 - lançadas as categorias "Very Light Jet" e "Light Jet" para complementar seu portfólio de jatos executivos;
- 6 de outubro de 2005 - a BMW Group Designworks USA foi selecionada para desenhar os interiores da cabine de passageiros da aeronave;
- 8 de novembro de 2005 - A Garmin é selecionadapara prover a suíte de sistemas integrados de aviônicos para seus novos jatos leves;
- 9 de novembro de 2005 - revelados os nomes das aeronaves, chamados Phenom 100 e Phenom 300, na convenção anual da NBAA, junto com um mock-up em tamanho real dos aviões;
- 7 de junho de 2006 - primeiro corte de metal para o programa do Phenom 100.
- 29 de junho de 2006 - primeira operação do motor do Phenom 100, PW617F, executado nas dependências da Pratt & Whitney Canada;
- 16 de junho de 2007 - primeiro Phenom 100 saiu pela primeira vez da sede da construtora, em São José dos Campos, Brasil;
- 26 de julho de 2007 - primeiro voo do Phenom 100;
- 9 de dezembro de 2008 - Agência Nacional de Aviação Civil certificou a aeronave;
- 12 de dezembro de 2008 - certificação da FAA;
- 24 de dezembro de 2008 - primeira entrega do Phenom 100 para um cliente privado;
- 24 de abril de 2009 - certificação pela EASA;
- 16 de agosto de 2009 - autoridade Australiana de Aviação Civil (CASA) certifica a aeronave.

## Operadores
A aeronave é operada por operadores privados, empresas, operadores charter e empresas de administração de aeronaves:
- JETPOOL - Administração de Aeronaves e voos Charter

 Paquistão
- Força Aérea do Paquistão - 3 aeronaves encomendadas para transporte VIP.[5]

 Portugal
- Helibravo Aviação, Lda.

 Reino Unido
- FlairJet - Primeiro e único operador comercial da Europa do Phenom 100 e 300

 Estados Unidos
- Gold Aviation - Primeiro cliente norte-americano e atualmente operador charter do Phenom 100.[6]
- Purdue University

## Entregas de aeronaves
A Embraer estava planejando oficialmente 15 Phenom 100 em 2008 e de 120 a 150 aeronaves em 2009, porém terminou entregando apenas 2 aeronaves em 2008 e teve de mudar seus planos de entrega em 2009 para 110 aeronaves. Em abril de 2014 a Embraer entregou o 300º Phenom 100.
| Ano                | 2008 | 2009 | 2010 |
| ------------------ | ---- | ---- | ---- |
| Número de Entregas | 2    | 97   | 67   |

## Incidentes e acidentes
Em 8 de dezembro de 2014, um Phenom 100 de matrícula N100EQ caiu em uma região habitada do subúrbio de Gaithersburg (Maryland, EUA), quando se aproximava da pista de pouso e decolagem do aeroporto Montgomery County Airpark. Seis pessoas morreram no acidente, sendo três que estavam no avião e três em terra.
O NTSB (National Transportation Safety Board), órgão responsável pela investigação de acidentes aeronáuticos nos EUA, apontou como causa provável um erro de procedimento por parte do piloto ao tentar um pouso em condições de formação de gelo sem acionar os sistemas de degelo das asas e estabilizadores, o que levou ao acúmulo de gelo nestas superfícies, somado a configuração de velocidades inadequada para pouso nestas condições, em discordância com o descrito no Manual de voo, resultando em estol por perda da aerodinâmica das asas a uma altitude que impossibilitou a recuperação.